# Strausberger Platz

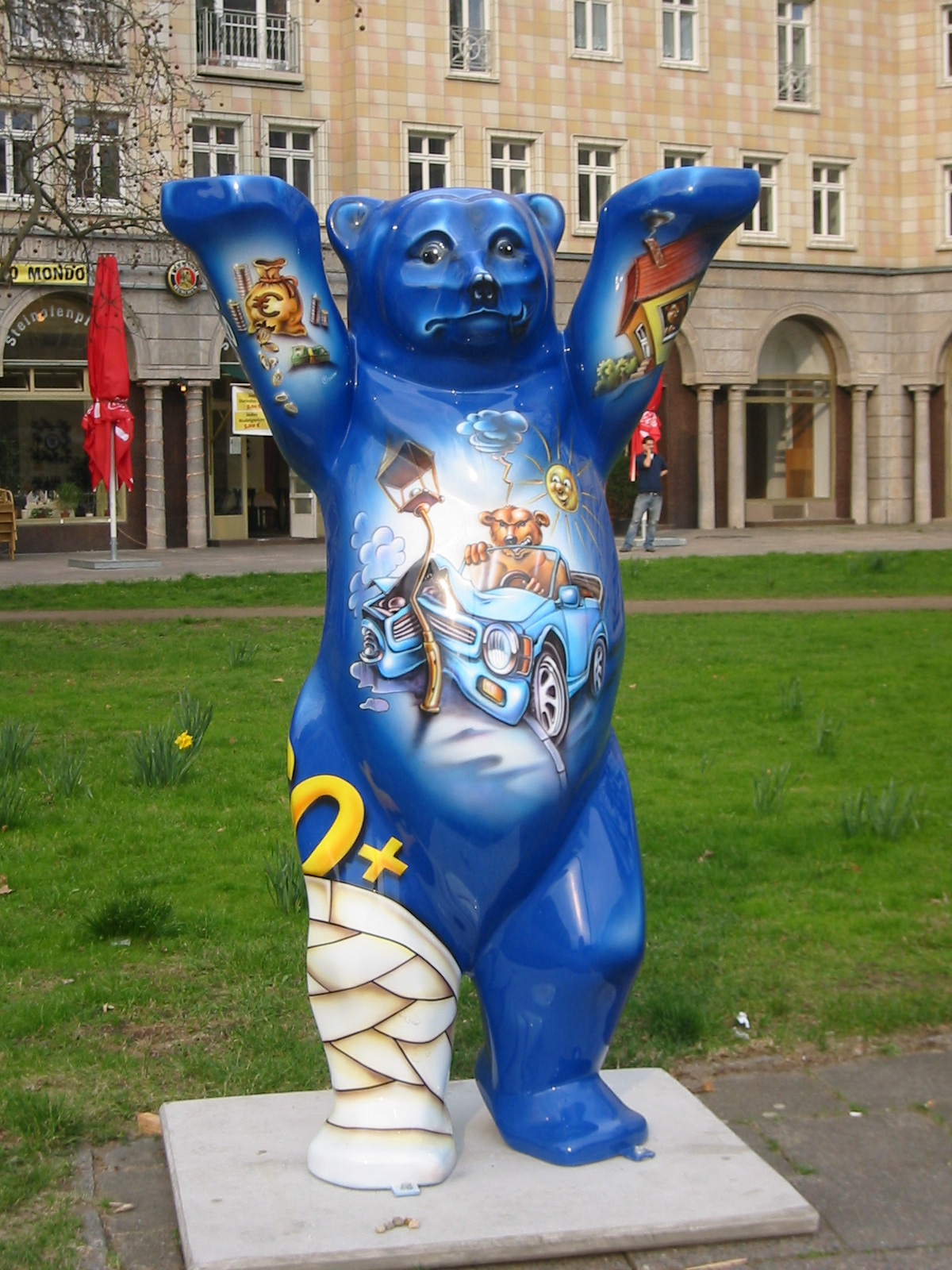
United Buddy Bears

Strausberger Platz – plac w Berlinie, w dzielnicy Friedrichshain, w okręgu administracyjnym Friedrichshain-Kreuzberg. Blisko placu znajduje się stacja metra o tej samej nazwie. Historyczna nazwa miejscowości została zapisana jako Struceberch.